# Christian Diendorfer (Moderator)

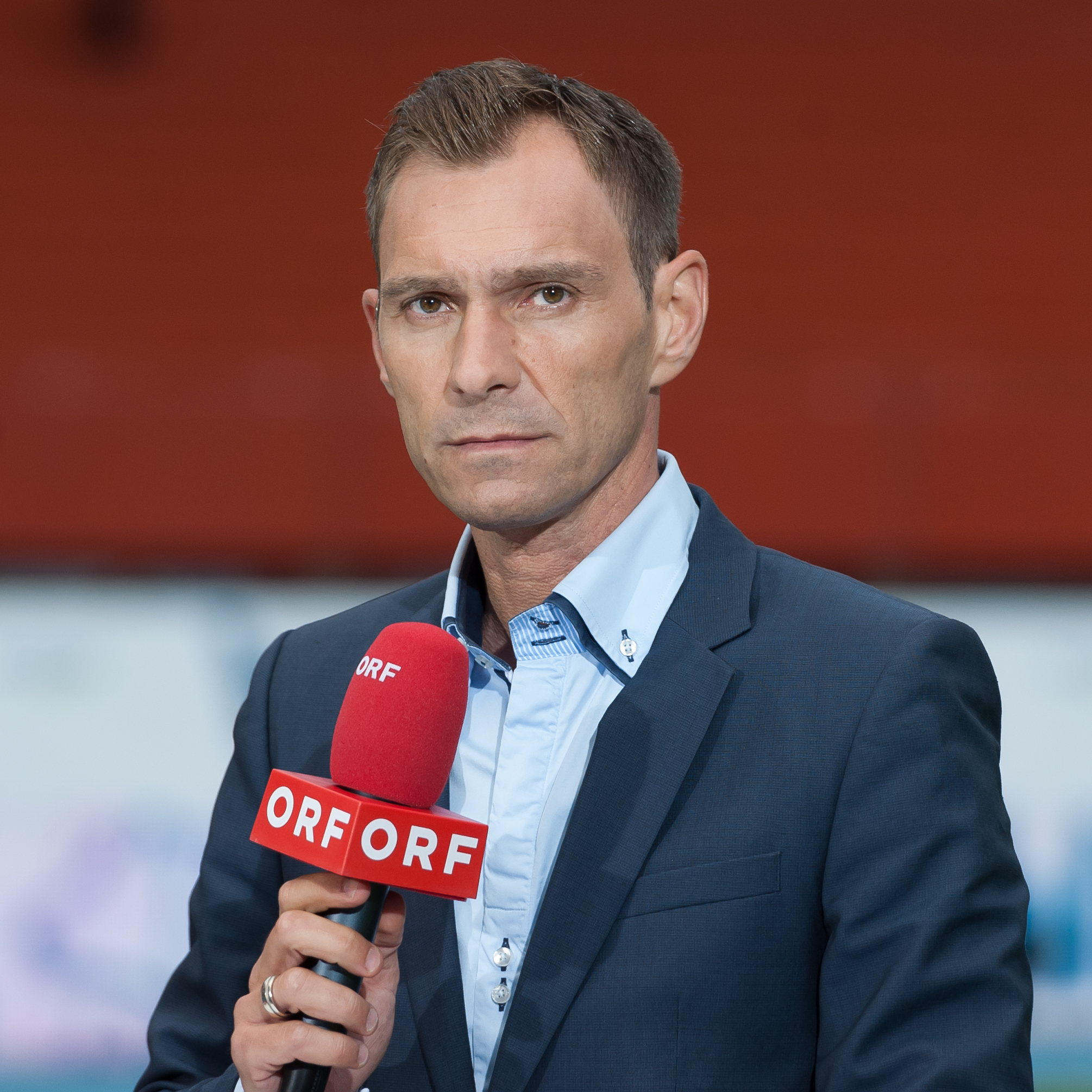
Christian Diendorfer (2016)

Christian Diendorfer (* 18. Dezember 1974 in Haslach an der Mühl) ist ein österreichischer Moderator und Sportreporter beim Österreichischen Rundfunk (ORF).

## Leben
Der Sohn eines Hauptschul-Oberlehrers und einer Arzt-Assistentin absolvierte ein MBA-Studium in Wirtschaft. Davor war er Angestellter der oberösterreichischen Landesregierung und sammelte nebenberufliche Erfahrung als Journalist der Kronen-Zeitung (1993 bis 1999). Von 1999 bis 2011 arbeitete er im ORF-Landesstudio Oberösterreich in den Bereichen Sport, Unterhaltung und Aktueller Dienst. In dieser Zeit absolvierte Diendorfer auch die Radio-Akademie in Nürnberg und berichtete/moderierte für Ö3 und Radio Oberösterreich.
Seit 2011 ist der 3-fache Familienvater im ORF-Zentrum in Wien als Kommentator, Präsentator und Reporter (vorwiegend Fußball, Formel-1 und Ski-Alpin) tätig.
Dazu gehören die Berichterstattungen/Moderationen bei den Fußball-Europameisterschaften 2008 (Österreich/Schweiz), 2012 (Polen/Ukraine), 2016 (Frankreich) sowie bei den Weltmeisterschaften ab 1998 in Frankreich, Deutschland, Südafrika, Brasilien und Russland. Über 75 TV-Live-Übertragungen der Formel-1 als Interviewer/Moderator aus der Boxengasse und vom Start-Grid, in der Champions League, aus der nationalen Fußball-Bundesliga sowie Berichte und Präsentationen bei diversen anderen Großsportereignissen wie Olympischen Winterspiele sowie von Olympischen Sommerspielen. Bei den Alpinen Skiweltmeisterschaften ab 2011 in Garmisch-Partenkirchen/Schladming/Beaver-Creek/St. Moritz/Are gehörte er dem ORF-WM-Team als Moderator und Reporter an.
Im UEFA-Organisationskomitee der U-19-Fußball-Europameisterschaft 2007 agierte er als Eventmanager, Moderator und Medienbetreuer.
Als Autor verfasste Christian Diendorfer ein Kinder-Vorlesebuch sowie die Biographie von Langlauf-Olympiasieger und Weltmeister Christian Hoffmann.

## Publikationen
- Christian Hoffmann. Vom 'Knastbruder' zum Olympiasieger. Trauner 2004, ISBN 3-85487-587-8